# 連續X射線譜
連續X射線譜是指某些帶電粒子(例如電子、質子等等)因為與物質相互作用而讓他的速度驟減，而帶電粒子的能量就以輻射的方式放出。當粒子的速度從V1降到V2時釋放出的輻射波長為:
{\displaystyle \lambda ={\frac {2hc}{m(V_{1}^{2}-V_{2}^{2})}}}

在這裡m是帶電粒子的質量、h是普朗克常數、c為光速。